# Squatina australis
Squatina australis é uma espécie de tubarão-anjo (família Squatinidae), encontrada nas águas subtropicais do sul da Austrália, desde a Austrália Ocidental até Nova Gales do Sul, entre as latitudes 18°S e 41°S, em profundidades de até 255 metros. Seu comprimento pode atingir até 1,52 metro. A reprodução é ovovivípara, com ninhadas de até 20 filhotes.

## Descrição
Squatina australis possui um corpo largo e achatado verticalmente, com grandes barbatanas peitorais triangulares que apresentam abas traseiras livres. O focinho exibe barbilhos franjados ao lado das narinas e um par de espiráculos. Cada espiráculo está posicionado a uma distância do olho equivalente a cerca de uma vez e meia o diâmetro do olho. Há duas pequenas barbatanas dorsais localizadas bem para trás, e a barbatana caudal é pequena. O comprimento máximo é de aproximadamente 152 cm, e esta espécie não apresenta manchas grandes no corpo. Machos atingem a maturidade sexual com cerca de 800 mm de comprimento total.

## Distribuição e habitat
Squatina australis é uma espécie nativa da plataforma continental do sul da Austrália, sendo encontrado ao longo das costas da Austrália Ocidental, Austrália Meridional, Victoria, Tasmânia e Nova Gales do Sul, em profundidades de até cerca de 130 metros. Geralmente habita fundos marinhos arenosos ou lamacentos e pradarias marinhas [en], frequentemente próximo a recifes rochosos.

## Comportamento
Durante o dia, indivíduos de Squatina australis permanecem parcialmente enterrados no sedimento do fundo do mar, alimentando-se de qualquer presa que se aproxime. À noite, emergem para caçar ativamente. Sua dieta inclui pequenos peixes, crustáceos e outros invertebrados.
Este tubarão é ovovivíparo, retendo os embriões em desenvolvimento no oviduto, com ninhadas de até 20 filhotes. Pouco se sabe sobre seus hábitos reprodutivos, mas a espécie relacionada, Squatina californica, tem um período de gestação de cerca de dez meses.

## Estado de conservação
Squatina australis é classificado pela IUCN na Lista Vermelha de Espécies Ameaçadas como "Pouco Preocupante". Isso se deve ao grande tamanho de sua população, que parece estável. A espécie é utilizada como alimento, sendo comercializada sob o nome de "peixe-monge", mas não é facilmente capturada por pesca com linha ou redes devido ao seu hábito de permanecer enterrado no sedimento. No entanto, pode ser capturado por arrasto no fundo do mar.